# Lumumba (groupe musical)
Pour les articles homonymes, voir Lumumba (homonymie).
Lumumba est un groupe de reggae argentin nommé d'après Patrice Lumumba.

## Histoire
Le groupe est créé dans les années 90 par Fidel Nadal et son ami Pablo Molina (tous deux anciens de Todos Tus Muertos ) et son frère Amilcar Nadal. Il a été baptisé d'après Patrice Lumumba (le premier Premier ministre légalement élu du Congo). Ce projet a aidé Fidel Nadal à commencer sa carrière solo.
Au cours de sa courte, mais productive histoire, il a sorti 4 albums salués des adeptes du reggae, mais le groupe a ensuite été dissous. En 2000, le groupe se sépare et chacun des membres poursuit sa carrière solo.
En 2014, après 14 ans, le groupe confirme son retour avec les trois membres. Le samedi 19 juillet 2014, Fidel, Pablo et Amílcar donnent un spectacle à guichets fermés au Groove de Buenos Aires, puis un deuxième spectacle. Avec le succès de leur retour, ils ont décidé de faire une tournée en Amérique latine, qui comprenait des voyages à travers l'Argentine, le Costa Rica, le Mexique et la Colombie.
En 2018, Lumumba a sorti deux nouveaux singles "Aunk Aunk" et "Lejos de Mi".

## Discographie
- Lumumba (1996)
- Raíces y Cultura (1997)
- Se Viene El Bum (1999)
- En vif (2000)